# Diócesis de Springfield-Cape Girardeau
La diócesis de Springfield-Cape Girardeau (en latín: Dioecesis Campifontis-Capitis Girardeauensis y en inglés: Roman Catholic Diocese of Springfield-Cape Girardeau) es una circunscripción eclesiástica de la Iglesia católica en Estados Unidos. Se trata de una diócesis latina, sufragánea de la arquidiócesis de San Luis. Desde el 26 de abril de 2016 su obispo es Edward Matthew Rice.

## Territorio y organización

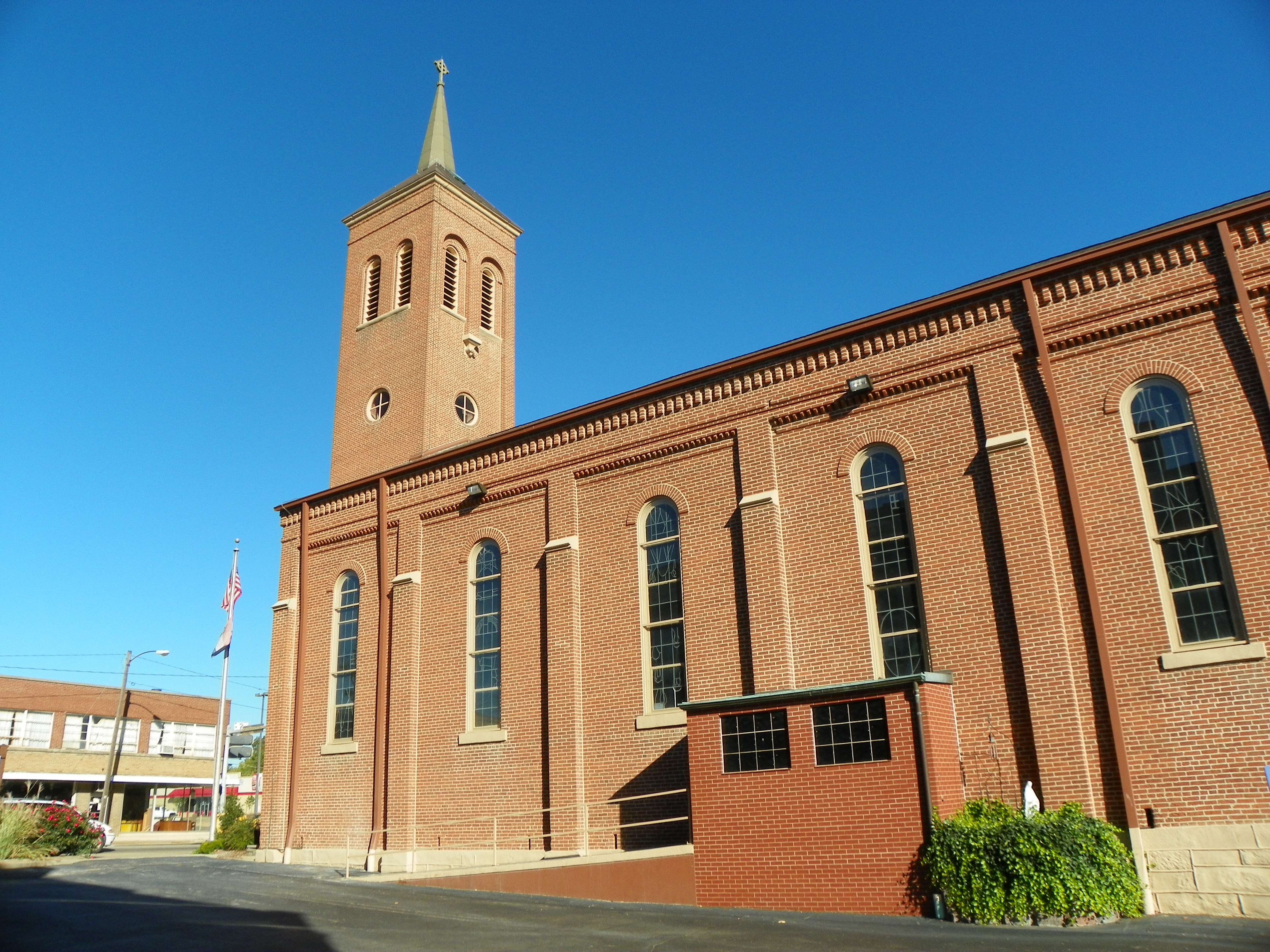
Concatedral de Santa María de la Anunciación, en Cape Girardeau

La diócesis tiene 66 612 km² y extiende su jurisdicción sobre los fieles católicos de rito latino residentes en 39 condados del estado de Misuri: Barry, Barton, Bollinger, Butler, Cape Girardeau, Carter, Cedar, Christian, Dade, Dallas, Dent, Douglas, Dunklin, Greene, Howell, Iron, Jasper, Laclede, Lawrence, Madison, McDonald, Mississippi, New Madrid, Newton, Oregon, Ozark, Pemiscot, Polk, Reynolds, Ripley, Scott, Shannon, Stoddard, Stone, Taney, Texas, Wayne, Webster y Wright.
La sede de la diócesis se encuentra en la ciudad de Springfield, en donde se halla la Catedral de Santa Inés. En Cape Girardeau se encuentra la Concatedral de Santa María de la Anunciación.
En 2020 en la diócesis existían 66 parroquias.

## Historia
La diócesis fue erigida el 2 de julio de 1956 con la bula Ex quo die del papa Pío XII, obteniendo el territorio de la diócesis de Kansas City (hoy diócesis de Kansas City-Saint Joseph) y de la arquidiócesis de San Luis.
El 16 de julio de 1958, con la carta apostólica Sancti Pii Papae, el papa Pío XII proclamó a Pío X patrono principal de la diócesis.

## Estadísticas
Según el Anuario Pontificio 2021 la diócesis tenía a fines de 2020 un total de 64 577 fieles bautizados.
| Año                                                                             | Población            | Población | Población      | Sacerdotes | Sacerdotes    | Sacerdotes    | Bautizados por sacerdote | Diáconos permanentes | Religiosos | Religiosos | Parroquias |
| Año                                                                             | Bautizados católicos | Total     | % de católicos | Total      | Clero secular | Clero regular | Bautizados por sacerdote | Diáconos permanentes | Varones    | Mujeres    | Parroquias |
| ------------------------------------------------------------------------------- | -------------------- | --------- | -------------- | ---------- | ------------- | ------------- | ------------------------ | -------------------- | ---------- | ---------- | ---------- |
| 1966                                                                            | 36 197               | 823 027   | 4.4            | 121        | 74            | 47            | 299                      |                      | 75         | 312        | 92         |
| 1970                                                                            | 38 814               | 823 047   | 4.7            | 116        | 68            | 48            | 334                      |                      | 59         | 268        | 59         |
| 1976                                                                            | 38 816               | 833 669   | 4.7            | 124        | 73            | 51            | 313                      |                      | 284        | 238        | 90         |
| 1980                                                                            | 48 832               | 856 000   | 5.7            | 129        | 70            | 59            | 378                      | 1                    | 145        | 225        | 89         |
| 1990                                                                            | 48 864               | 1 098 000 | 4.5            | 136        | 70            | 66            | 359                      | 4                    | 136        | 175        | 86         |
| 1999                                                                            | 57 439               | 1 155 600 | 5.0            | 140        | 76            | 64            | 410                      | 7                    | 77         | 125        | 64         |
| 2000                                                                            | 59 038               | 1 177 273 | 5.0            | 140        | 73            | 67            | 421                      | 8                    | 179        | 110        | 65         |
| 2001                                                                            | 61 788               | 1 187 339 | 5.2            | 145        | 82            | 63            | 426                      | 10                   | 171        | 109        | 65         |
| 2002                                                                            | 62 825               | 1 059 606 | 5.9            | 147        | 78            | 69            | 427                      | 10                   | 176        | 104        | 65         |
| 2003                                                                            | 63 162               | 1 226 079 | 5.2            | 135        | 80            | 55            | 467                      | 8                    | 137        | 98         | 65         |
| 2004                                                                            | 63 240               | 1 226 079 | 5.2            | 131        | 78            | 53            | 482                      | 8                    | 118        | 93         | 65         |
| 2010                                                                            | 68 217               | 1 269 180 | 5.4            | 132        | 75            | 57            | 516                      | 16                   | 116        | 77         | 66         |
| 2014                                                                            | 70 300               | 1 309 000 | 5.4            | 132        | 67            | 65            | 532                      | 22                   | 109        | 66         | 66         |
| 2017                                                                            | 64 145               | 1 353 829 | 4.7            | 126        | 68            | 58            | 509                      | 21                   | 106        | 60         | 66         |
| 2020                                                                            | 64 577               | 1 372 800 | 4.7            | 120        | 70            | 50            | 538                      | 26                   | 92         | 56         | 66         |
| Fuente: Catholic-Hierarchy, que a su vez toma los datos del Anuario Pontificio. |                      |           |                |            |               |               |                          |                      |            |            |            |

## Episcopologio
- Charles Herman Helmsing † (24 de agosto de 1956-27 de enero de 1962 nombrado obispo de Kansas City-Saint Joseph)
- Ignatius Jerome Strecker † (11 de abril de 1962-10 de septiembre de 1969 nombrado arzobispo de Kansas City)
- William Wakefield Baum † (18 de febrero de 1970-5 de marzo de 1973 nombrado arzobispo de Washington)
- Bernard Francis Law † (22 de octubre de 1973-11 de enero de 1984 nombrado arzobispo de Boston)
- John Joseph Leibrecht (20 de octubre de 1984-24 de enero de 2008 retirado)
- James Vann Johnston (24 de enero de 2008-15 de septiembre de 2015 nombrado obispo de Kansas City-Saint Joseph)
- Edward Matthew Rice, desde el 26 de abril de 2016